# Luigi Snozzi

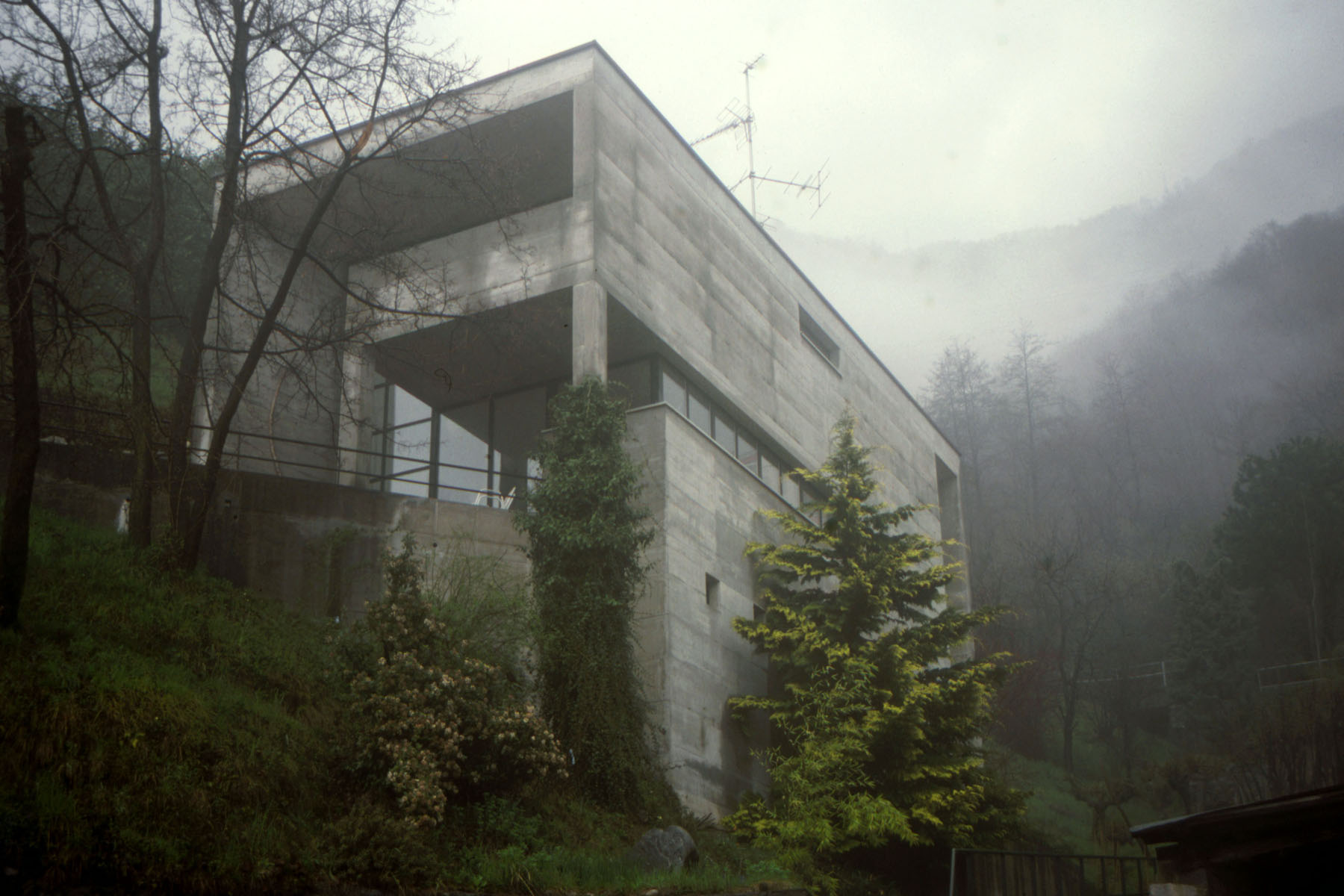
Dom wakacyjny Kalmann w Brione s/Minusio 1974–1976

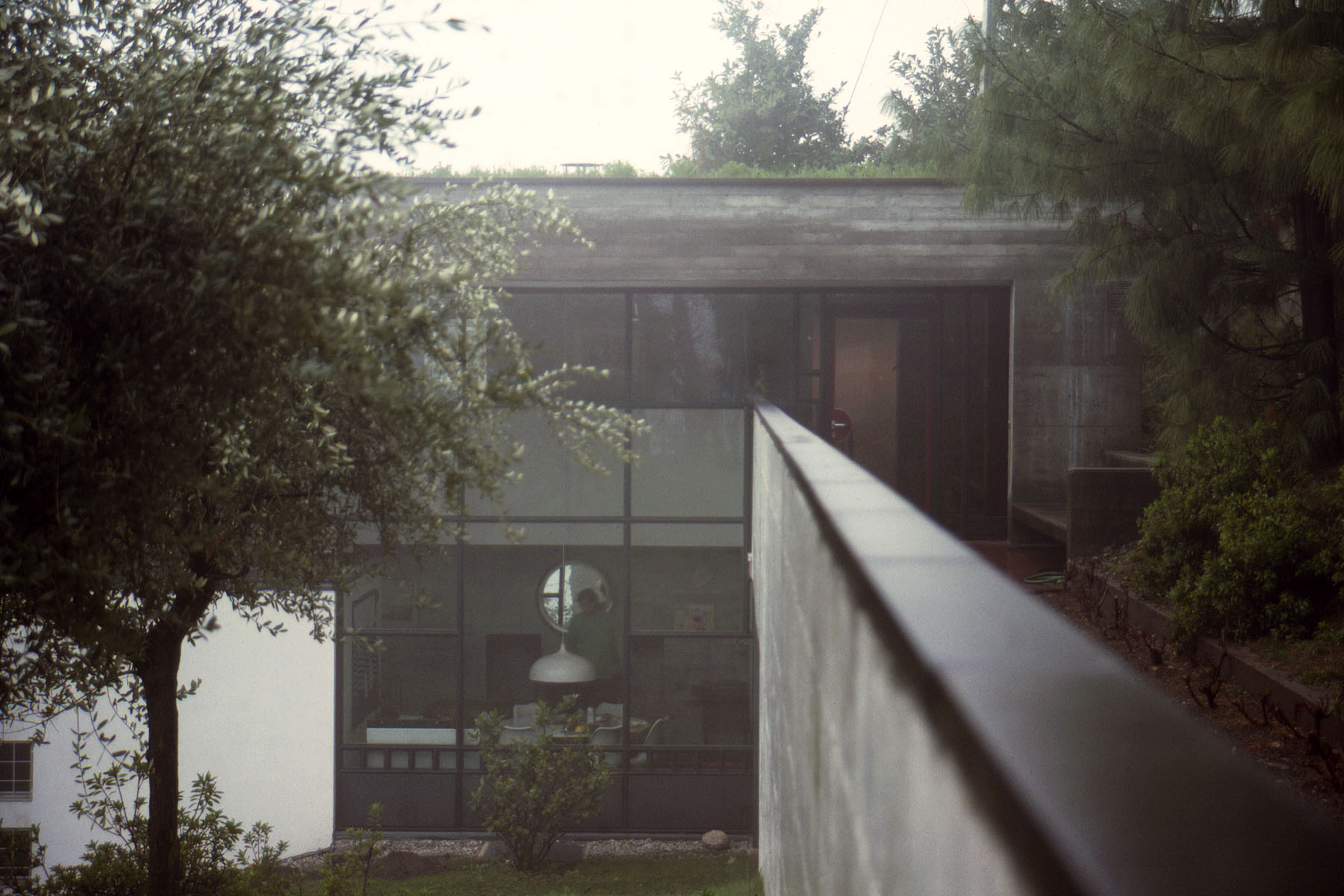
Dom jednorodzinny Bianchetti w Locarno Monte 1975–1977

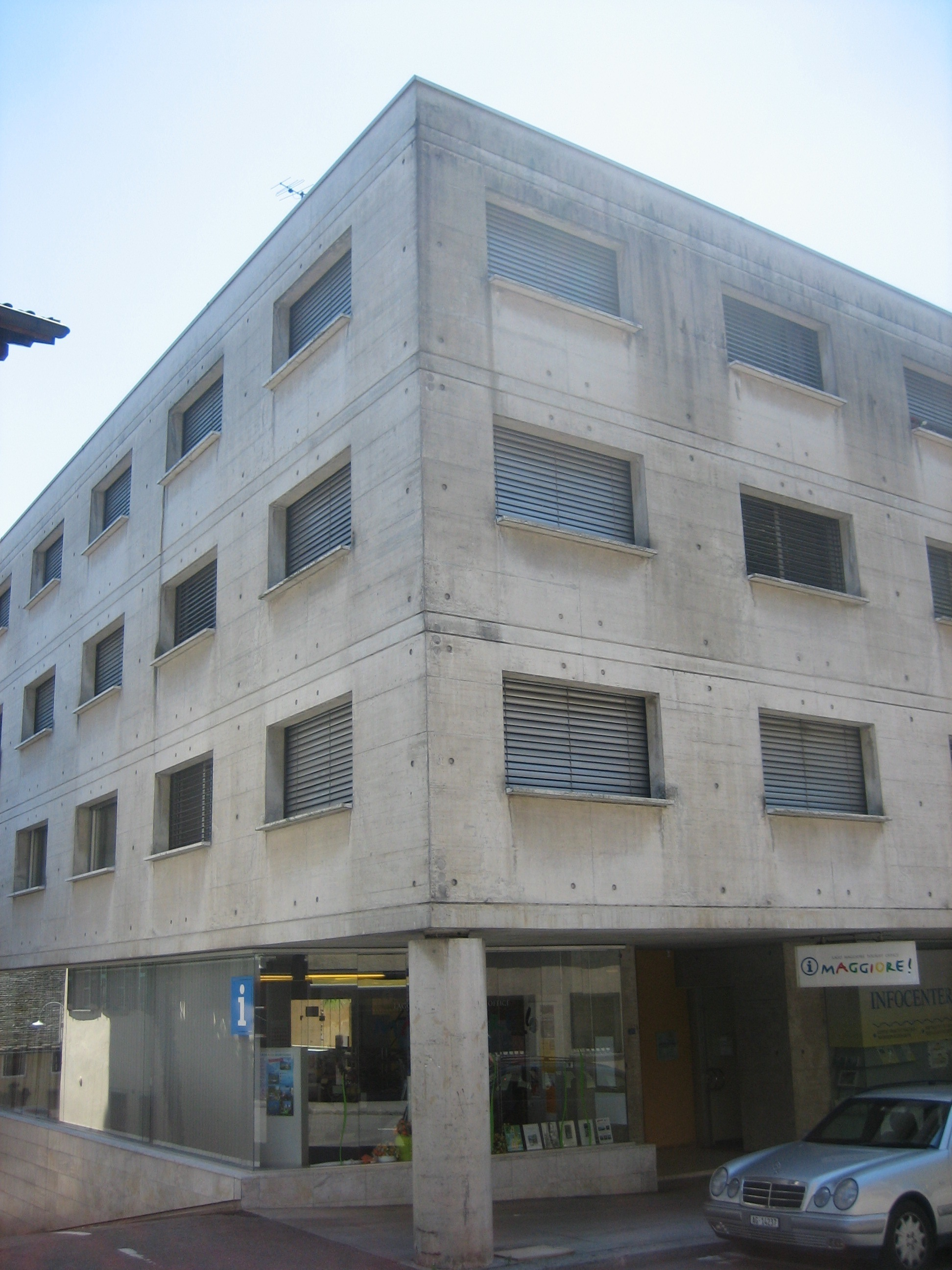
Budynek mieszkalny w Brissago 1985–1987

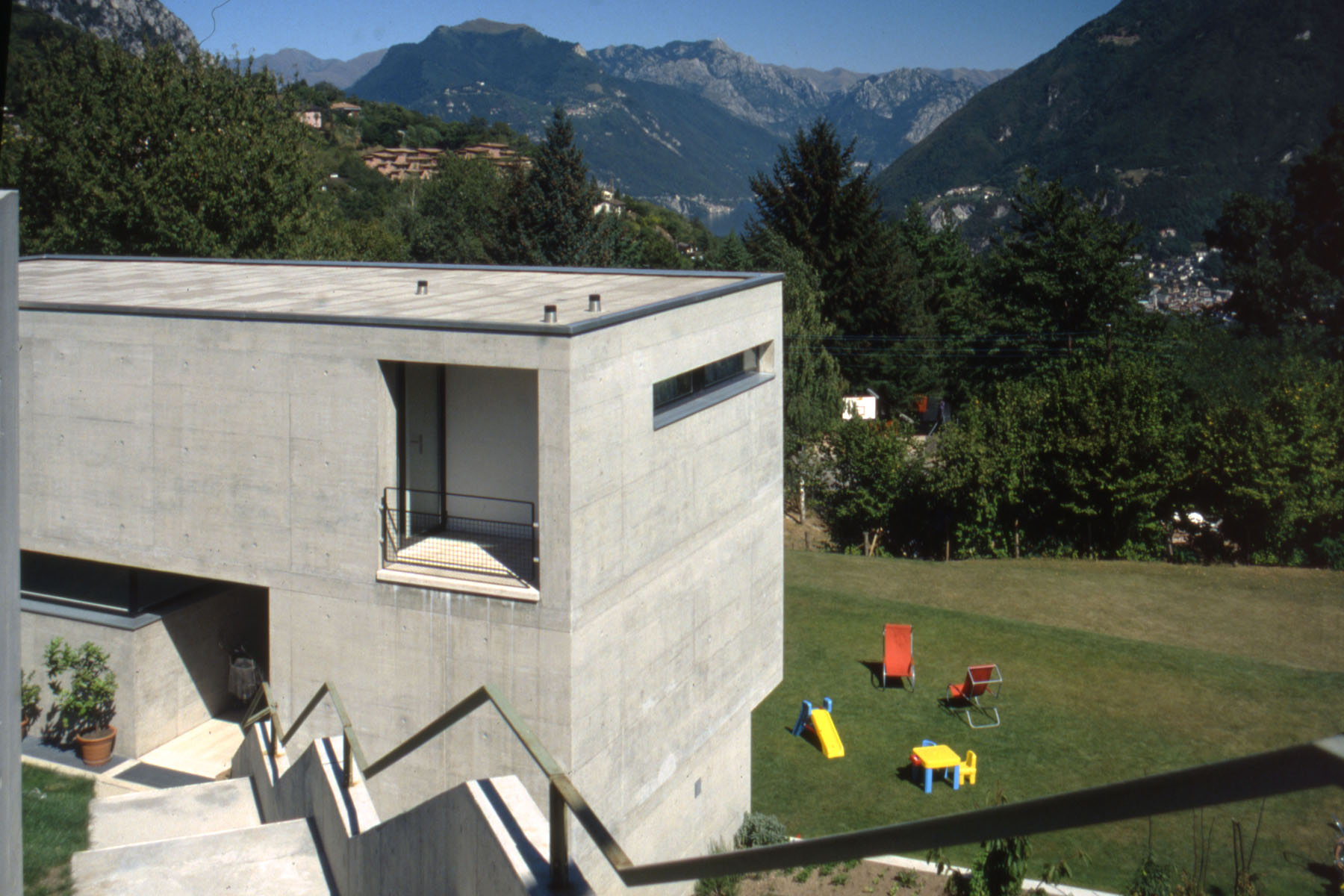
Casa Bernasconi w Caronie 1989–1990

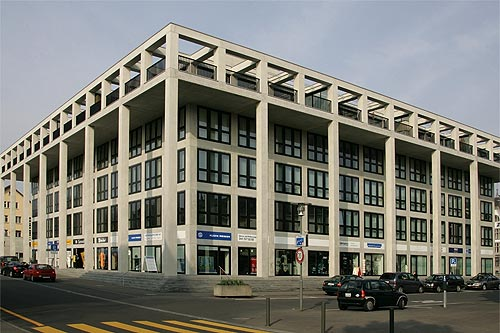
„Stadthof” Sursee 1999–2003 Nagroda Wakkera 03

Luigi Snozzi (ur. 29 lipca 1932 w Mendrisio, zm. 29 grudnia 2020 w Minusio) – szwajcarski architekt, w 1985 laureat Nagrody Beton 85, w 1993 laureat Nagrody Beton 93, Nagrody Wakkera (Monte Carasso) i Nagrody Prince of Wales in Urban Design Uniwersytetu Harvard, a w 2003 Nagrody Wakkera (Sursee).
Doktor honoris causa Uniwersytetu w Bukareszcie (2005), Wydziału Architektury Uniwersytetu w Sassari (2007) i Politechniki Federalnej ETHZ w Zurychu (2007).
Przedstawiciel neomodernistycznego minimalizmu w architekturze, koncentrujący się na jak najmniejszym niszczeniu miejsca interwencji architekta przez maksymalne wykorzystanie nie tylko zalet, lecz przede wszystkim, wad każdego miejsca. Jeden z czterech architektów tesyńskich określanych mianem „czterech muszkieterów” (Snozzi, Vacchini, Galfetti i Botta), współtworzących fenomen w architekturze europejskiej końca XX wieku, zwany „szkołą tesyńską”.

## Życiorys
Dyplom architekta uzyskał na Politechnice Federalnej ETHZ w Zurychu w 1957. W latach 1957–1958 pracował w biurach architektów Peppo Brivio w Locarno i Rino Tami w Lugano, od 1958 własne biuro w Locarno, w latach 1962–1971 biuro z Liviem Vacchinim, od 1975 biuro w Zurychu z Brunem Jenni, a od 1988 własne biuro w Lozannie.
W latach 1973–1975 profesor zaproszony ETHZ w Zurychu, 1980–1982 EAUG w Genewie, 1982–1984 EPFL w Lozannie, od 1985 profesor zwyczajny EPFL w Lozannie, od 1987 profesor zaproszony SCI-ARC w Vico Morcote, w latach 1998–2000 profesor zaproszony Uniwersytetu w Trieście, od 1997 profesor Akademii Architektury w Mendrisio, od 2002 profesor Wydziału Architektury w Alghero Uniwersytetu w Sassari.
Od 1970 wykłady w licznych szkołach architektury w Szwajcarii, Włoszech, Hiszpanii, Francji, Niemczech, Austrii, Holandii, Anglii, Norwegii, USA, Belgii, Portugalii, Chinach i w Polsce (Kraków 1992).
Od 1980 wystawy: Zurych, Arnhem, Stabio, Paryż, Bazylea, Lozanna, Mediolan, Padwa, Vico Morcote, Antwerpia, Wieden, Monte Carasso, Pontresina, Helsinki, Kraków (1992 – Galeria Expo WAPK).
Został członkiem honorowym:
- SIA – Szwajcarskiego Stowarzyszenia Inżynierów i Architektów w Zurychu
- BSA / FAS – Szwajcarskiej Federacji Architektów w Bazylei
- BDA – Niemieckiej Federacji Architektów w Berlinie
- ADK – Akademii Sztuk Pięknych w Berlinie
- Bawarskiej Akademii Sztuk Pięknych w Monaco

## Realizacje
- 1958–1959 Dom jednorodzinny Lucchini, Faido
- 1959 Dom jednorodzinny Bass, Minusio
- 1959 Dom jednorodzinny Stratmann, San Nazzaro
- 1960–1963 Dom jednorodzinny Sargeti, Magadino
- 1961–1963 Budynek banku UBS z Liviem Vacchinim, Ascona
- 1961–1963 Restauracja kościoła, Brissago
- 1962–1968 Plan centrum Bellinzony z Liviem Vacchinim i Titą Carlonim, Bellinzona
- 1962–1965 Zespół mieszkaniowy z Liviem Vacchinim, Locarno
- 1963–1965 Pawilon tymczasowy dla szpitala w Mendrisio z Titą Carlonim, Mendrisio
- 1963–1965 Domy szeregowe Taglio z Liviem Vacchinim, Orselina
- 1964–1965 Sklep z biurami „La Colombaia” z Liviem Vacchinim, Bellinzona
- 1964–1965 Budynek „Palazzo Fabrizia” z Liviem Vacchinim, Bellinzona
- 1965–1966 Dom jednorodzinny Snider z Liviem Vacchinim, Verscio
- 1967–1970 Budynek mieszkalny z Liviem Vacchinim, Monte Carasso
- 1972–1976 Plan centrum Locarno z Liviem Vacchinim i Titą Carlonim, Locarno
- 1973–1978 Szkoła podstawowa i Ratusz, San Nazzaro
- 1973 Dom jednorodzinny Meyen, Ascona
- 1974 Budynek mieszkalny Verdemonte z Walterem von Euw, Monte Carasso
- 1974–1976 Dom jednorodzinny Kalmann, Brione s/Minusio
- 1975–1977 Dom jednorodzinny Bianchetti, Locarno-Monti
- 1976–1978 Dom jednorodzinny Cavalli, Verscio
- 1976 Przebudowa domu jednorodzinnego Zanda, Verscio
- 1977–1979 Sklep Costantini, Minusio
- 1979 Plan zagospodarowania, Monte Carasso – Nagroda Wakkera 93
- 1981–1984 Sala gimnastyczna, Monte Carasso – Nagroda Beton 85
- 1983–1984 Szatnia klubu sportowego, Monte Carasso
- 1983–1984 Dom jednorodzinny Heschl, Agarone
- 1983–1990 Cmentarz Loculi, Monte Carasso
- 1984–1985 Balli restaurantion, Locarno
- 1984 Raiffeisen Bank, Monte Carasso
- 1984 Dom jednorodzinny Guidotti, Monte Carasso
- 1985 Dom jednorodzinny Barbarossa, Minusio
- 1985 Przebudowa domu jednorodzinnego Conceprio, Monte Carasso
- 1985–1987 Budynek mieszkalny Bianchini, Brissago
- 1987 Dom jednorodzinny Barbarossa, Minusio
- 1987 Przebudowa domu jednorodzinnego Morisoli, Monte Carasso
- 1989–1990 Dom jednorodzinny Bernasconi, Carona – Nagroda Beton 93
- 1989–1990 Dom jednorodzinny Diener, Ronco s/Ascona
- 1987–1993 Szkoła podstawowa, Monte Carasso
- 1989–1994 Kwartał Morenal, Monte Carasso
- 1993–1997 Domy jednorodzinne Gianini/Salzborn, Cureglia
- 1995–1997 Budynek mieszkalno-biurowy „Bau und Grund”, Pforzheim
- 1998–2001 Dom jednorodzinny Ackermann, Monte Carasso
- 1993–2002 Zespół mieszkaniowy „STOA”, Maastricht
- 1999–2003 Budynek poczty „Stadthof”, Sursee – Nagroda Wakkera 03
- 2000–2004 Dom jednorodzinny Gobbi, Tegna
- 2001 Koncept Deltametropolis, Holandia
- 2003–2007 Rozbudowa Szkoły Podstawowej, Monte Carasso
- 2006–2007 Dom jednorodzinny Cavalli, Ligornetto
- 2009–2011 Dom jednorodzinny Stefano Guidotti, Monte Carasso

## Aforyzmy[2]
- Gdy myślę: człowiek, myślę: wyzyskiwany.
- Nie unikaj odpowiedzialności, zajmij się formą, to w niej odnajdziesz człowieka.
- Architektura jest pustką, którą ty masz zdefiniować.
- Architekturę mierzy się okiem i krokiem..., metr dla geodety.
- Zanim projekt staje się instrumentem zmiany, jest przede wszystkim narzędziem wiedzy.
- Nic nie jest do wymyślenia, wszystko jest do odkrycia.
- Każda interwencja zakłada zniszczenie, niszcz sensownie.
- Różnorodność jest preludium monotonii, jeżeli chcesz jej uniknąć, powtarzaj twój element.
- Poszukujesz elastyczności ? Buduj mury zawsze z kamienia.
- Architekturą nie zrobisz rewolucji, a rewolucja nie wystarczy by tworzyć architekturę: człowiek potrzebuje obydwu.
- Architektura wyrasta z rzeczywistych potrzeb, lecz je przekracza; jeżeli chcesz ją poznać, oglądaj ruiny.
- Akwedukt nabiera życia od momentu, gdy przestaje nieść wodę.
- Jeszcze do niedawna wszelkie formy ludzkiego osadnictwa były „geologicznymi”.
- Prawdziwy trawnik sięga środka ziemi.
- Budowla zawsze zaczyna się od fundamentów.
- ... lecz ponad wszystko: światło !
- Cóż za marnotrawstwo energii, co za straty na klimatyzacje, ogrzewanie, oświetlenie..., gdy wystarczyłoby okno.
- Kiedy projektujesz ścieżkę, obejście, dom, dzielnicę; pamiętaj zawsze o mieście.
- Kiedy projektujesz ulicę lub parking, pomyśl, że za kierownicą siedzi zawsze człowiek.
- Kiedy w miastach zniknie sygnalizacja, będziesz bliski rozwiązania.
- Alpinista jest szczęśliwy w górach, gdyż wie, że za horyzontem jest miasto. Marynarz jest szczęśliwy na morzu, gdyż wie, że za horyzontem jest miasto.
- Dzięki mozołowi ludzkiemu, miasto zawiera ogień wulkanów, piasek pustyni, dżunglę i step, florę i faunę..., naturę w całej swej okazałości.
- Natura znosi tylko prawdę, lecz zdaje mi się, że Adolf Loos już to powiedział.
- W dniu, w którym absolwenci nie będą mogli służyć biurom architektury, Szkoła uczyni wielki krok naprzód.

1973–1975, Luigi Snozzi